# Jeff Clarke
Jeffrey Clarke (New Westminster, 17 de fevereiro de 1971) é um ex-futebolista profissional canadense que atuava como meia.

## Carreira
Jeff Clarke se profissionalizou no Vancouver 86ers.

## Seleção
Jeff Clarke integrou a Seleção Canadense de Futebol na Copa das Confederações de 2001.

## Títulos
Canadá
- Copa Ouro da CONCACAF de 2000